# Cou nu
La cou-nu est une race de poule domestique originaire de Transylvanie.

## Description
Grande race
Type de poule commune, vigoureuse et au port de hauteur moyenne ; le corps vu de profil forme un rectangle incliné vers l'arrière, de proportion 1:2 ; jabot et tête rouges, sans plumes ; quille pectorale sans plumes ; plumage bien serré au corps ; tempérament très agréable.
Elle pond ~180 œufs par an.
Naine
Forme de poule commune  avec cou dénudé, à peau rouge et port de hauteur moyenne. Le corps vu de profil est un rectangle incliné vers l'arrière. Plumage bien serré au corps.
Elle pond ~120 œufs par an.

### Origine
Volaille commune en Europe, d'origine inconnue ; fixée en tant que race en Roumanie et en Allemagne. En France, il existe une race nommée Cou nu du Forez. Elle figure parmi les 108 races de poule reconnues du British Poultry Standard.
La naine est originaire d'Allemagne.

### Standard
- Crête : simple ou perlée.
- Oreillons : rouges.
- Couleur des yeux : rouge orangé; chez les coloris noir et bleu liseré, la couleur va jusqu'au rouge foncé.
- Couleur de la peau : blanche.
- Couleur des tarses : selon variétés.
- Couleurs de plumage pour la grande race : noir, blanc, coucou, rouge, fauve, bleu liseré, doré saumoné brun, noir tacheté blanc. Toutes les variétés sont reconnues avec crête perlée.
- Couleur de plumage pour la naine : noir, blanc, bleu liseré, rouge, fauve, coucou, saumon doré brun, argenté crayonné noir, porcelaine rouge. toutes les variétés sont reconnues avec crête perlée.

Grande race :
- Masse idéale : coq : 2,5 à 3 kg ; poule : 2 à 2,5 kg.
- Œufs à couver : min. 55 g, coquille blanche à jaunâtre.
- Diamètre des bagues : coq : 20mm ; poule : 18mm.

Naine :
- Masse idéale : coq : 1100 g ; poule : 900 g.
- Œufs à couver : min. 30 g, coquille blanche à jaunâtre.
- Diamètre des bagues : coq 13, poule 12.

## Génétique
Le trait génétique du cou nu qui caractérise cette race est contrôlé par un allèle incomplètement dominant (Na) situé près du milieu du chromosome 3. Étant donné que cet allèle est dominant, les individus homozygotes dominants (Na / Na) ou hétérozygotes (Na / na +) afficheront la caractéristique du cou nu, bien que l'individu hétérozygote présente moins de réduction des plumes - les cous nus pure race doivent donc être homozygotes dominants. Les individus homozygotes récessifs (de plumage type sauvage) (na + / na +) ne présentent aucune caractéristique de réduction des plumes des Cous nus et, sauf mutation, seraient incapables de transmettre cette caractéristique à leur descendance.
Des études scientifiques ont révélé que le gène (Na) du cou nu améliore la taille des poitrines et réduit le stress thermique chez les poulets de races homozygotes pour le trait. En outre, dans les climats tropicaux, si le trait du cou nu (Na) est élevé dans des souches de poulets de chair, il a été démontré qu'il faciliterait la baisse de la température corporelle, l'augmentation du gain de poids corporel, les meilleurs taux de conversion des aliments et les caractéristiques de la carcasse par rapport aux poulets de chair normalement plumés.